# 夸肯布吕克
夸肯布吕克是德国下萨克森州的一个市镇。总面积17.95平方公里，总人口13223人，其中男性6641人，女性6582人（2011年12月31日），人口密度737人/平方公里。